# 能美市立根上中学校
能美市立根上中学校（のみしりつ ねあがりちゅうがっこう）は、石川県能美市浜町にある公立中学校。

## 部活動
- バレーボール部
- ソフトボール部
- バスケットボール部
  - 第1回（1971年）全国中学校バスケットボール大会にて優勝、第7回（1977年）にて準優勝、第15回（1985年）にて準優勝
- ハンドボール部
- 野球部
- サッカー部　2023年度石川県能美市新人大会で優勝し、県新人大会に出場。承認コーチが指導を行っている。
- 剣道部
- ソフトテニス部
- 家庭部
- 吹奏楽部

全国大会9度出場(金1銀6銅2)
- 茶華道部

## 出身者
- 松井秀喜 - 野球
- 佐々木紀 - 政治家
- 森喜朗 - 政治家
- 寺西成騎 - 野球

## 交通アクセス
- IRいしかわ鉄道線能美根上駅下車